# اچ‌ام‌اس رپید (۱۸۸۳)
اچ‌ام‌اس رپید (۱۸۸۳) (به انگلیسی: HMS Rapid (1883)) یک کشتی بود که طول آن ۲۰۰ فوت (۶۱ متر) بود. این کشتی در سال ۱۸۸۳ ساخته شد.